# Квінстаун (Австралія)
Квінстаун (англ. Queenstown) — містечко в Австралії. Підпорядковується регіону Західна Тасманія у складі штату Тасманія.

## Географія
Квінстаун розташований дещо на захід від озера Бербері і на південний захід від гори Осса.

### Клімат
Містечко знаходиться у зоні, котра характеризується морським кліматом. Найтепліший місяць — лютий із середньою температурою 15 °C (59 °F). Найхолодніший місяць — червень, із середньою температурою 6.7 °С (44 °F).
| Клімат Квінстауна       | Клімат Квінстауна | Клімат Квінстауна | Клімат Квінстауна | Клімат Квінстауна | Клімат Квінстауна | Клімат Квінстауна | Клімат Квінстауна | Клімат Квінстауна | Клімат Квінстауна | Клімат Квінстауна | Клімат Квінстауна | Клімат Квінстауна | Клімат Квінстауна |
| Показник                | Січ.              | Лют.              | Бер.              | Квіт.             | Трав.             | Черв.             | Лип.              | Серп.             | Вер.              | Жовт.             | Лист.             | Груд.             | Рік               |
| Абсолютний максимум, °C | 37,3              | 36,3              | 35,6              | 29,5              | 25                | 19,5              | 19,5              | 21                | 26,4              | 29                | 33,3              | 35,3              | 37,3              |
| Середній максимум, °C   | 21                | 22                | 19,7              | 16,5              | 14,4              | 12,2              | 11,6              | 12,4              | 13,6              | 15,9              | 17,5              | 19,3              | 16,5              |
| Середня температура, °C | 14                | 15                | 13                | 11                | 9                 | 7                 | 7                 | 7                 | 8                 | 10                | 12                | 13                | 11                |
| Середній мінімум, °C    | 8,3               | 8,6               | 7,6               | 6,5               | 4,5               | 2,7               | 2,4               | 3,1               | 4,1               | 5,1               | 6,5               | 7,9               | 5,7               |
| Абсолютний мінімум, °C  | 0                 | 0                 | −1,1              | −2,6              | −6                | −6,2              | −6,7              | −5,5              | −3,9              | −3,3              | −1,5              | −0,6              | −6,7              |
| Норма опадів, мм        | 140               | 90                | 140               | 210               | 240               | 210               | 260               | 260               | 240               | 200               | 180               | 160               | 2420              |
| Днів з дощем            | 17,2              | 12,9              | 17,3              | 20,8              | 21,8              | 20,7              | 23,7              | 24,6              | 23,4              | 21,8              | 19,4              | 18,8              | 242,4             |
| ----------------------- | ----------------- | ----------------- | ----------------- | ----------------- | ----------------- | ----------------- | ----------------- | ----------------- | ----------------- | ----------------- | ----------------- | ----------------- | ----------------- |
| Джерело: Weatherbase    |                   |                   |                   |                   |                   |                   |                   |                   |                   |                   |                   |                   |                   |